# Maia Mălăncuș
Maia Ștefania Mălăncuș (pronunciación en rumano: /ˈmaja ʃtefaˈni.a məˈlənkuʃ/ (escucharⓘ); Iași, 5 de febrero de 2007) es una cantante y actriz de doblaje rumana.
Desde su infancia ha participado en distintos concursos de talentos, ganando notoriedad localmente en 2017 por ser la campeona de la primera temporada de Vocea României Junior. En 2022, la prensa de su país la citó como una de las «mejores voces» de la escena musical emergente de Rumania. Un año después, un medio extranjero la describió como la «joven sensación del pop».

## Biografía

### 2007-2016: primeros años e inicios en concursos
A temprana edad, aprendió a tocar violín en el Palacio de los Niños y perfeccionó sus dotes en el Colegio Nacional Costache Negruzzi, ambos en Iași. Asimismo, participó en concursos locales de violín, ballet y ópera alcanzando la victoria en varios de ellos.
Para 2014, participó en la décima edición del programa Next Star, del cual resultó ganadora a los 7 años.

### 2017-presente: victoria enVocea României Juniory consolidación como solista
En 2017, Maia obtuvo mayor renombre tras participar de la primera temporada de Vocea României Junior. En este, fue entrenada por el cantante Marius Moga y se consagró como la ganadora del programa. En reconocimiento, recibió un trofeo y 50 mil euros que podría utilizar cuando obtenga la mayoría de edad (18 años en Rumania).
En 2019, presta su voz para el doblaje en rumano del personaje Nala como cachorra en la película El rey león. y tres años más tarde interpretó la voz de Meilin "Mei" Lee en Red, ambas, producciones de Walt Disney Pictures.
En 2020, audicionó para X Factor.
En septiembre de 2022 fue motivada por su mánager, de mudarse a Bucarest para terminar sus estudios en el Colegio Nacional Gheorghe Lazăr, una escuela que se especializa en la enseñanza de matemáticas.

## Intereses personales
Algunas de sus principales aficiones son el pintar y tocar piano. En materia deportiva son el tenis y el taekwondo. También ha sido vista practicando buceo y equitación.

## Discografía

### Sencillos
| Año                                                    | Título                                                                | Mejor posicionamiento en listas | Mejor posicionamiento en listas |
| Año                                                    | Título                                                                | RUM                             | RUM                             |
| Año                                                    | Título                                                                | Noutati Muzicale                | Popnable                        |
| Solista                                                | Solista                                                               | Solista                         | Solista                         |
| ------------------------------------------------------ | --------------------------------------------------------------------- | ------------------------------- | ------------------------------- |
| 2017                                                   | «Vreau să zbor» (colaboración con ADDA)                               | —                               | —                               |
| 2018                                                   | «Noi Nu Plecăm De Aici»                                               | —                               | —                               |
| 2021                                                   | «Îți place și ție» (colaboración con Ioana Ignat)                     | —                               | 226                             |
| 2022                                                   | «Te aduc înapoi»                                                      | —                               | —                               |
| 2022                                                   | «Chewing Gum»                                                         | —                               | 494                             |
| 2023                                                   | «N-am fost niciodată singuri»                                         | 42                              | 307                             |
| 2023                                                   | «Badass Girl» (colaboración con OnSake)                               | —                               | —                               |
| 2023                                                   | «All Good Things (Come To An End)» (colaboración con Iordan y OnSake) | —                               | —                               |
| 202?                                                   | «3 primaveri»                                                         | —                               | —                               |
| «—» indica que el sencillo no alcanzó posición alguna. |                                                                       |                                 |                                 |